# World of Warships
World of Warships est un jeu vidéo biélorusse développé par Wargaming.net. Il est publié pour Windows en septembre 2015 en tant que freemium. Le jeu fait partie de la série des "World of" débutée par World of Tanks. Il s'agit d'une simulation de navires de guerre massivement multijoueur.

## Système de jeu
Le joueur pilote un navire au sein d’une équipe constituée de bâtiments de niveau proche. La composition de chaque équipe est identique (même nombre de navires de chaque type et de même rang).
Chaque partie dure au maximum 20 minutes à l’issue desquelles l’équipe qui a le plus de points est victorieuse. Le but principal est de détruire la totalité des navires adverses. Les parties peuvent néanmoins être remportées aussi en prenant le contrôle de la base adverse ou en gardant le contrôle de certaines zones pour gagner des points. Infliger des dégâts et couler des navires fait perdre des points à l’équipe adverse.
À l'issue de chaque partie, le joueur obtient des points d'expériences, d'expériences libres et des crédits. Les points d'expériences sont utilisés pour débloquer le navire suivant dans l'arbre technologique tandis que l'expérience libre peut être utilisée quelle que soit la branche, l'amélioration, ou bien des navires prémiums au coût d'un million et deux millions d'expérience libre. Les crédits servent à acheter les navires débloqués, des améliorations ou des éléments.
Quatre autres ressources peuvent également être obtenues : le charbon, l'acier et les doublons utilisables comme monnaie d'échange contre des navires premium ou des bonus, et le pétrole qui sert à développer la base du clan duquel le joueur fait partie.

### Types de bataille
- Bataille aléatoire : mode de jeu le plus courant, les joueurs s'affrontent par équipe de douze joueurs avec des navires de tiers proches sans restrictions.
- Bataille en coopération : les joueurs affrontent une équipe entièrement gérée par l'IA du jeu. Ce mode de bataille ne rapporte que très peu d'expérience et de crédit et sert généralement à tester les navires récemment acquis.
- Bataille personnalisée : le joueur crée un salon et paramètre la partie comme il veut. Ce mode ne rapporte aucun crédit ni aucune expérience.
- Bataille classée : mode de jeu saisonnier dont les règles fluctuent au gré des saisons et dans lequel le joueur ne peut jouer en division avec d'autres membres de son clan. Les équipes sont généralement composées de 7 navires d'un même tiers ou deux et en fonction de trois ligue : bronze, argent et or. À chaque victoire le joueur obtient une étoile qui accumulée permettent de monter en grade. Une fois le grade 1 atteint le joueur peut tenter la promotion dans ligue supérieure. Ces batailles permettent notamment de gagner de l'acier. Ces batailles ne sont ouvertes qu'à certaines heures et dans une période limitée.
- Bagarre/bataille de clan : contrairement aux classées l'équipe doit être formée de joueurs du même clan, parfois avec la possibilité d'inviter un ou deux mercenaires (joueurs d'autre clan ou sans clan). Le système de classement est plus poussée que pour les classées, avec plus de ligues différentes. Ces batailles ne sont ouvertes qu'à certaines heures et dans une période limitée et sont le meilleur moyen de gagner de l'acier.
- Opération : les joueurs affrontent l'IA dans une mission qui suit un certain scénario.
- Mode de jeu spécial : mode temporaire qui permet d'ajouter de nouvelles fonctionnalités, cartes ou navires.

### Ressources
Il existe plusieurs ressources :
- Les crédits : monnaie du jeu qui sert à acheter les navires des branches régulières et leurs éléments. Ils sont obtenus en proportion des résultats et performances de chaque partie. Les navires premium et certains camouflages et pavillons permettent d'en générer davantage.
- Les doublons : sorte de monnaie premium qui permet d'acheter des navires premium des camouflages permanents et divers bonus. Ils peuvent être obtenus en cadeau ou en récompense, ou être directement achetés dans la boutique du jeu.
- Le charbon : ressource qui permet d'acquérir certains navires premium, des améliorations ou des bonus dans l'armurerie du jeu. Il peut être obtenu quotidiennement en récompense ou en réalisant certaines missions.
- L'acier : ressource qui fonctionne comme le charbon mais est beaucoup plus difficile à obtenir. Il permet d'obtenir des navires de rang IX et X et se gagne via des missions et des victoires en batailles classées et de clan.
- Les points de recherche : ressource qui permet d'acquérir certains navires premium de rang IX et X, des améliorations dites « uniques » ou des bonus dans la section bureau de recherche de l'armurerie. Cette section de l'armurerie n'est débloquée par le joueur qu'une fois qu'il recherche 5 navires de rang X (sans forcément les acheter). Le joueur peut alors obtenir des points de recherche en réinitialisant des branches de navires sur lesquelles ils perd toute progression. Il doit alors re-rechercher et ré-acheter tous les navires de la branche à partir du rang I jusqu'au rang X, et en jouant des batailles à bord des navires ré-achetés, il peut obtenir des points de recherche. Seules les branches de navires où le joueur a recherché le navire de rang X peuvent être réinitialisées. Tous les trois mois, le joueur peut profiter d'un multiplicateur x2 sur les points de recherche valable pour une réinitialisation.

## Types de navires
Les navires jouables sont répartis en dix niveaux, appelées « tiers » et cinq classes, allant croissant en puissance et suivant généralement le développement technologique et historique. Le joueur débute avec les bâtiments du premier Tiers et débloque ceux des tiers suivants grâce à des points d’expérience acquis pendant les parties. Certains navires premium ne sont disponibles qu'à l'achat, en échange de ressources ou lors d’événements. Ils disposent de compétences particulières, d'un camouflage permanent ainsi que d'avantages économiques sur les points d'expérience et les crédits reçus en jouant. Un "onzième" tiers a été rajouté avec les super-navires qui peuvent être obtenus contre des crédits une fois que l'arbre de recherche est complété.
Les premiers navires remontent au début du XXe siècle, voire à la fin du XIXe, alors que ceux des derniers tiers datent de la fin de la Seconde Guerre mondiale, voire des années qui la suivent. La conception des bâtiments se veut très réaliste d’un point de vue historique, même si certains n’ont en réalité jamais existé (restés à l’état de projet, non achevés ou produits de l'imagination des développeurs).
Chaque navire dispose d’un nombre de points de structure (les « points de vie »), d’un armement principal, secondaire, anti-aérien et de lutte anti sous-marine (grenades anti-sous-marine larguées depuis le pont ou par bombardement), et pour certains navires de tubes lance-torpilles. Certains navires peuvent déployer un écran de fumée, déployer des avions de reconnaissance ou des chasseurs ou encore utiliser des boosts pour améliorer leur vitesse, le temps de rechargement des canons ou la récupération de points de structure. Des bonus peuvent être octroyés par l'utilisation de pavillons et en fonction des compétences du commandant affecté au navire.
Il existe cinq types de navires :
- les destroyers : petits navires très maniables, rapides et difficilement détectables, ils demeurent très fragiles. Pour la majorité d'entre eux leur atout principal sont les torpilles grâce auxquelles ils peuvent faire énormément de dégât en peu de temps à des plus gros bâtiments. D'autres reprennent le principe des canonnières et s'appuient donc sur une artillerie à cadence de tir très rapide.
- les croiseurs : navires hybrides disposant à la fois d’une bonne artillerie, de lance-torpilles ainsi qu’un important dispositif anti-aérien. Ils sont la catégorie de navire la plus nombreuse au sein de chaque équipe et peuvent se diviser en deux catégories, les croiseurs légers et les lourds ;
- les cuirassés : navires imposants disposant de beaucoup de points de structure, ils sont aussi plus lents et moins maniables. Leur puissance repose sur leur artillerie principale de gros calibres, ils souffrent cependant d'une forte dispersion sur les obus tirés par la batterie principale ;
- les porte-avions : pas d’artillerie principale mais contrôlent des escadrons de chasseurs d’attaque qui délivrent des salves de roquettes, de bombardiers qui peuvent délivrer selon les nations des bombes explosives, pénétrantes ou des bombes rebondissantes et de torpilleurs. Ils apportent un soutien au reste de l’équipe en déployant des chasseurs pour abattre les avions adverses mais sont extrêmement vulnérables s’ils sont repérés par l’adversaire.
- les sous-marins : armés de torpilles classiques et de torpilles guidées par sonar. Ils peuvent rester immergés durant un temps limité pour frapper discrètement ou échapper à leurs adversaires. Les autres classes de navires peuvent sont équipés de grenades anti-sous-marine pour lutter contre eux.

Chaque type de navire a une utilité spéciale lors d'une bataille, et les rôles des navires de même classe et même rang varient selon leur nationalité.
Il faut noter que sont apparus également au cours du développement du jeu des "sous-types" de navires :
- Les grands croiseur appelés à tort "croiseur de bataille". Il s'agit de croiseur aux dimensions plus imposantes, disposant d'un meilleur blindage et d'une meilleure artillerie que les croiseurs réguliers. Ils sont cependant moins maniables, souffrent d'une dispersion non-négligeable sur les obus tirés par la batterie principale et subissent des dégâts lourds par feux et inondations.
- Les croiseurs de bataille. Ce sont des cuirassés au blindage plus fin et disposant d´une meilleure maniabilité et discrétion par rapport aux cuirassés réguliers. Leur armement principal est généralement une batterie principale puissante et peu précise, tout comme les cuirassés réguliers.
- Les navires hybrides. Ce sont des navires de tout type disposant d'une pont d'envol depuis lequel il peuvent faire décoller puis contrôler un escadron d'avions.  Ces navires comptent sur une combinaison entre possibilité d'attaquer par les airs et grâce à leur batterie principale pour être décisif en bataille.

## Les navires jouables
Plus de 600 navires sont présents dans le jeu et appartiennent à plusieurs nations ou regroupement de nations. Certains navires sont qualifiés de premium, ces derniers ne peuvent être obtenus qu'en échange de ressources gagnées en cours de jeu (doublons, charbons, acier et points de recherche) ou directement achetés dans la boutique du jeu. Quelques navires existent en deux versions avec un camouflage unique à l'occasion d'évènement tel que le Black Friday. 

### Etats-Unis
| Tiers | Cuirassés                                         | Cuirassés lourds     | Croiseurs légers           | Croiseurs lourds                                                  | Destroyers                     | Porte-Avions                         | Sous-Marins |
| ----- | ------------------------------------------------- | -------------------- | -------------------------- | ----------------------------------------------------------------- | ------------------------------ | ------------------------------------ | ----------- |
| I     |                                                   |                      | Erie                       | Erie                                                              |                                |                                      |             |
| II    |                                                   |                      | Chester Albany             | Chester Albany                                                    | Sampson Smith                  |                                      |             |
| III   | South Carolina                                    |                      | St Louis Charleston        | St Louis Charleston                                               | Wickes                         |                                      |             |
| IV    | Wyoming Arkansas                                  |                      | Phoenix                    | Phoenix                                                           | Clemson                        | Langley                              |             |
| V     | New York Texas Oklahoma                           |                      | Omaha Marblehead           | Omaha Marblehead                                                  | Nicholas Hill                  |                                      |             |
| VI    | New Mexico West Virginia Arizona                  |                      | Dallas                     | Pensacola                                                         | Farragut Monaghan              | Ranger Independance                  | Cachalot    |
| VII   | Colorado Florida California                       |                      | Helena Atlanta Boise Flint | New Orleans Indianapolis                                          | Mahan Sims                     |                                      |             |
| VIII  | North Carolina Alabama Massachusetts Nebraska     | Kansas Constellation | Cleveland Montpelier       | Baltimore Indianapolis Wichita Anchorage Rochester Tulsa Congress | Benson Kidd                    | Lexington Enterprise Saipan Yorktown | Salmon      |
| IX    | Iowa Georgia Missouri Kearsarge Delaware Illinois | Minnesota            | Seattle                    | Buffalo Alaska                                                    | Fletcher Benham Black          |                                      |             |
| X     | Montana Ohio Wisconsin Rhode island Louisiana     | Vermont              | Worcester Austin           | Des Moines Puerto Rico Salem                                      | Gearing Somers Forrest Sherman | Midway Franklin D. Roosevelt Essex   | Balao Gato  |
| *     | Maine                                             |                      | Jacksonville               | Annapolis                                                         | Humphreys                      | United States                        |             |

### Japon
| Tiers | Cuirassé                    | Cuirassé de précision | Croiseurs                   | Croiseurs légers | Destroyers                     | Destroyers                | Porte-Avions    |
| ----- | --------------------------- | --------------------- | --------------------------- | ---------------- | ------------------------------ | ------------------------- | --------------- |
| I     |                             |                       | Hashidate                   |                  |                                |                           |                 |
| II    | Mikasa                      |                       | Chikuma                     |                  | Umikaze Tachibana              | Umikaze Tachibana         |                 |
| III   | Kawachi                     |                       | Tenryū Katori Iwaki         |                  | Wakatake                       | Wakatake                  |                 |
| IV    | Myogi Ishizuchi             |                       | Kuma Yūbari Iwaki           |                  | Isokaze                        | Isokaze                   | Hōshō           |
| V     | Kongō Kirishima Haruna Hiei |                       | Furutaka Yahagi             | Agano            | Mutsuki Fujin                  | Minekaze Kamikaze         |                 |
| VI    | Fusō Mutsu Ise              |                       | Aoba                        | Gokase           | Fubuki Shinonome               | Hatsuharu                 | Ryūjō           |
| VII   | Nagato Ashitaka Hyūga       |                       | Myōkō Ashigara Haguro Nachi | Omono Tokachi    | Akatsuki                       | Shiratsuyu Yūdachi        |                 |
| VIII  | Amagi Kii                   | Yumihari              | Mogami Atago Takao Maya     | Shimanto         | Kagerō Asashio Harekaze Arashi | Akizuki Harukaze Yukikaze | Shōkaku Kaga    |
| IX    | Izumo Musashi Hizen         | Adatara               | Ibuki Azuma                 | Takahashi        | Yugumo                         | Kitakaze                  |                 |
| X     | Yamato Shikishima           | Bungo                 | Zao Yoshino Kitakami        | Yodo             | Shimakaze                      | Harugumo Hayate           | Hakuryu Shinano |
| *     | Satsuna                     |                       |                             |                  | Yamagiri                       |                           | Sekiryu         |

### Allemagne
| Tiers | Cuirassés                                | Croiseurs de bataille | Croiseurs                        | Destroyers                    | Destroyers            | Porte-Avions                          | Sous-Marins   |
| ----- | ---------------------------------------- | --------------------- | -------------------------------- | ----------------------------- | --------------------- | ------------------------------------- | ------------- |
| I     |                                          |                       | Hermelin                         |                               |                       |                                       |               |
| II    |                                          |                       | Dresden Emden                    | V-25                          |                       |                                       |               |
| III   | Nassau König Albert                      | Von der Tann          | Kolberg                          | G-101                         |                       |                                       |               |
| IV    | Kaiser                                   | Molkte                | Karlsruhe                        | V-170                         |                       | Rhein                                 |               |
| V     | König                                    | Derfflinger           | Königsberg                       | T-22                          |                       |                                       |               |
| VI    | Bayern Prinz Eitel Friedirch             | Mackensen             | Nürnberg Admiral Graf Spee       | Gaede T-61 Karl von Schönberg |                       | Weser Erich Loewenhardt               | U-69          |
| VII   | Gneisenau Scharnhorst                    | Prinz Heinrich        | Yorck München                    | Maass Z-39                    | Z-31                  |                                       |               |
| VIII  | Bismarck Tirpitz Odin Brandenburg Anhalt | Zieten                | Admiral Hipper Prinz Eugen Mainz | Z-23 Z-35                     | Gustav Julius Maerker | Graf Zeppelin August von Parseval     | U-190         |
| IX    | Friedrich Der Große Pommern              | Prinz Rupprecht       | Roon Siegfried Ägir              | Z-46 Z-44                     | Felix Schultz         |                                       |               |
| X     | Preussen Großer Kurfürst Mecklenburg     | Schlieffen            | Hindenburg                       | Z-52 Z-42                     | Elbing                | Manfred von Richthoffen Max Immelmann | U-2501 U-4501 |
| *     | Hannover                                 |                       | Clausewitz                       |                               |                       |                                       |               |

### Royaume-Uni
| Tiers | Cuirassés                                          | Croiseurs de bataille   | Croiseurs légers           | Croiseurs lourds          | Destroyers           | Porte-Avions           | Sous-Marin      |
| ----- | -------------------------------------------------- | ----------------------- | -------------------------- | ------------------------- | -------------------- | ---------------------- | --------------- |
| I     |                                                    |                         | Black Swan                 | Black Swan                |                      |                        |                 |
| II    |                                                    |                         | Weymouth                   | Weymouth                  | Medea                |                        |                 |
| III   | Bellerophon Dreadnought                            | Indefatigable           | Caledon                    | Caledon                   | Valkyrie Campbeltown |                        |                 |
| IV    | Orion                                              | Queen Mary              | Danae                      | Danae                     | Wakeful              | Hermes                 |                 |
| V     | Iron DukeAgincourt                                 | Tiger                   | Emerald                    | Hawkins Exeter            | Acasta               |                        |                 |
| VI    | Queen Elizabeth Warspite                           | Renown Repulse          | Leander Dido               | London Devonshire         | Icarus Gallant       | Furious Ark Royal      | Undine          |
| VII   | King George V Nelson Duke of York Hood Collingwood | Rooke                   | Fiji Belfast               | Surrey                    | Jervis               |                        |                 |
| VIII  | Monarch Vanguard                                   | Hawke                   | Edinburgh Belfast '43      | Albemarle Cheshire        | Lightning Cossack    | Implacable Indomitable | Sturdy Alliance |
| IX    | Lion Malborough                                    | Duncan                  | Neptune                    | Drake                     | Jutland              |                        |                 |
| X     | Conqueror Thunderer                                | St Vincent Incomparable | Minotaur Plymouth Monmouth | Goliath Gibraltar Defense | Daring Druid Vampire | Audacious Malta        | Thrasher        |
| *     | Devastation                                        |                         | Edgar                      |                           |                      | Eagle                  |                 |

### France
| Tiers | Cuirassés                            | Croiseurs lourds | Croiseurs                  | Destroyers               | Porte-Avions |
| ----- | ------------------------------------ | ---------------- | -------------------------- | ------------------------ | ------------ |
| I     |                                      |                  | Bougainville               |                          |              |
| II    |                                      |                  | Jurien de la Gravière      | Enseigne Gabolde         |              |
| III   | Turenne                              |                  | Friant                     | Fusilier                 |              |
| IV    | Courbet                              |                  | Duguay-Trouin              | Bourrasque               |              |
| V     | Bretagne                             |                  | Émile Bertin               | Jaguar Sirocco           |              |
| VI    | Normandie Dunkerque                  |                  | La Galissonnière De Grasse | Guépard Aigle            | Béarn        |
| VII   | Lyon Strasbourg                      |                  | Algérie                    | Vauquelin                |              |
| VIII  | Richelieu Gascogne Champagne Flandre | Cherbourg        | Charles Martel Bayard      | Le Fantasque Le Terrible |              |
| IX    | Alsace Jean Bart                     | Brest            | Saint-Louis Carnot         | Mogador                  |              |
| X     | République Bourgogne                 | Marseille        | Henri IV Colbert           | Kléber Marceau Cassard   |              |
| *     | Patrie                               |                  | Condé                      |                          |              |

### Russie/URSS
| Tiers | Cuirassés                             | Croiseurs légers                                  | Croiseurs lourds                                   | Destroyers                     | Porte-Avions     | Sous-Marins |
| ----- | ------------------------------------- | ------------------------------------------------- | -------------------------------------------------- | ------------------------------ | ---------------- | ----------- |
| I     |                                       | Orlan                                             | Orlan                                              |                                |                  |             |
| II    |                                       | Novik Diana                                       | Novik Diana                                        | Storozhevoi                    |                  |             |
| III   | Kniaz Souvorov                        | Bogatyr Aurore Varyag Oleg                        | Bogatyr Aurore Varyag Oleg                         | Derzki                         |                  |             |
| IV    | Gangut Imperator Nikolaï I            | Svetlana                                          | Svetlana                                           | Izyaslav                       | Komsomolets      |             |
| V     | Pyotr Veliky Oktyabrskaïa Revolutsiya | Kirov Krasny Krim Murmansk Kotovsky Mikoyan       | Kirov Krasny Krim Murmansk Kotovsky Mikoyan        | Podvoisky Okhotnik Gremyashchy |                  |             |
| VI    | Izmail Novorossiisk                   | Budyonny Molotov Admiral Makarov                  | Budyonny Molotov Admiral Makarov                   | Gnevny                         | Serov            |             |
| VII   | Sinop Poltava                         | Shchors Lazo                                      | Shchors Lazo                                       | Minsk Leningrad                |                  |             |
| VIII  | Vladivostok Borodino Lenin            | Tchapaïev Mikhaïl Kutuzov Pyotr Bagration Ochakov | Tallinn                                            | Kiev Ognevoi                   | Podeba Chkalov   | S-189       |
| IX    | Sovetski Soyouz Sovietskaya Rossiya   | Dmitri Donskoï Kronshtadt                         | Riga                                               | Tachkent Udaloi Neustrashimy   |                  |             |
| X     | Kremlin Slava                         | Smolensk Alexander Nevsky                         | Moskva Stalingrad Petropavlosk Sevastopol Komissar | Khabarovsk Delny Grozovoi      | Admiral Nakhimov |             |
| *     | Admiral Ushakov                       |                                                   | Novosibirsk                                        | Zorkiy                         |                  |             |

### Italie
| Tiers | Cuirassés                                    | Croisseurs                     | Destroyers             | Porte avions |
| ----- | -------------------------------------------- | ------------------------------ | ---------------------- | ------------ |
| I     |                                              | Eritrea                        |                        |              |
| II    |                                              | Nino Bixio                     | Curtatone              |              |
| III   |                                              | Taranto                        | Nazario Sauro          |              |
| IV    | Dante Alighieri                              | Giussano                       | Turbine                |              |
| V     | Giulio Cesare Conte di Cavour                | Montecuccoli Genova            | Maestrale              |              |
| VI    | Andrea Doria                                 | Trento Duca d'Aosta            | Aviere Leone           |              |
| VII   | Francesco Caracciolo                         | Zara Gorizi Duca degli Abruzzi | Luca Tarigo            |              |
| VIII  | Roma Littorio Vittorio Veneto                | Amalfi                         | Vittorio Cuniberti     | Aquila       |
| IX    | Marco Polo Lepanto Giuseppe Verdi            | Brindisi Michelangello         | Adriatico Paolo Emilio |              |
| X     | Cristoforo Colombo Sicilia Rggiero di Lauria | Venezia Napoli                 | Attilio Regolo         |              |

### Asie-Pacifique
| Tiers | Cuirassés         | Croiseurs      | Destroyers                 |
| ----- | ----------------- | -------------- | -------------------------- |
| I     |                   | Chengan        |                            |
| II    |                   |                | Longkiang                  |
| III   |                   |                | Phra Ruang                 |
| IV    |                   |                | Shenyang                   |
| V     |                   | Chungking      | Jianwei                    |
| VI    |                   | Rhamat Huanghe | Fushun Anshan              |
| VII   |                   | Chumphon       | Gadjah Mada                |
| VIII  |                   | Harbin Irian   | Hseinyang Loyang Siliwangi |
| IX    | Bajie Sun Yat-Sen | Dalian         | Chung Mu                   |
| X     |                   | Jinan          | Yueyang lushun             |

### Pays-Bas
| Tiers | Croiseurs                   | Destroyers |
| ----- | --------------------------- | ---------- |
| I     | Van Kinsbergen              |            |
| II    | Gelderland                  |            |
| III   | Java                        |            |
| IV    | De Ruyter                   |            |
| V     | Célèbes                     |            |
| VI    | Kijkduin                    |            |
| VII   | Eendracht                   |            |
| VIII  | Haarlem De Zeven Provinciën |            |
| IX    | Johan de Witt               | Groningen  |
| X     | Gouden Leeuw                | Tromp      |

### Commonwealth
| Tiers | Cuirassés | Croiseurs         | Destroyers |
| ----- | --------- | ----------------- | ---------- |
| I     |           | Sutlej            |            |
| II    |           | Port Jackson      |            |
| III   |           | Caradoc           | Vampire    |
| IV    |           | Dunedin           |            |
| V     |           | Delhi             |            |
| VI    |           | Perth Hobart      |            |
| VII   | Yukon     | Uganda            | Haida      |
| VIII  |           | Auckland          |            |
| IX    |           | Encounter         |            |
| X     |           | Brisbane Cerberus | Vampire II |

### Pan-Amérique
| Tiers | Cuirassés          | Croiseurs                         | Destroyers |
| ----- | ------------------ | --------------------------------- | ---------- |
| I     |                    | Hércules                          |            |
| II    |                    | Almirante Abreu Almirante Barroso |            |
| III   |                    | Vicente Guerrero                  |            |
| IV    |                    | Córdoba                           |            |
| V     | Rio de Janeiro     | La Argentina                      |            |
| VI    |                    | Almirante Cochrane                | Juruá      |
| VII   |                    | Nueve de Julio Coronel Bolognesi  |            |
| VIII  | Atlântico Ipiranga | Ignacio Allende Almirante Grau    |            |
| IX    | Los Andes          | Santander                         |            |
| X     | Libertad           | San Martín                        | La pampa   |

### Espagne
| Tiers | Croiseur          | Destroyers      |
| ----- | ----------------- | --------------- |
| I     | Júpiter           |                 |
| II    | Méndez Núñez      |                 |
| III   | Navarra           |                 |
| IV    | Almirante Cervera |                 |
| V     | Galicia           |                 |
| VI    | Canarias Baleares |                 |
| VII   | Asturias          |                 |
| VIII  | Cataluña Numancia |                 |
| IX    | Andalucía         |                 |
| X     | Castilla          | Álvaro de Bazán |

### Europe
| Tiers | Cuirassés      | Croiseurs | Destroyers                               |
| ----- | -------------- | --------- | ---------------------------------------- |
| I     |                | Gryf      |                                          |
| II    |                |           | Tatra                                    |
| III   |                |           | Romulus                                  |
| IV    |                |           | Klas Horn                                |
| V     | Viribus Unitis |           | Visby Muavnet                            |
| VI    |                |           | Västerås Stord                           |
| VII   |                |           | Błyskawica Skåne Grom                    |
| VIII  |                |           | Öland Orkan                              |
| IX    |                |           | Östergötland Friesland Velos L. Katsonis |
| X     |                |           | Halland Småland Ragnar Gdańsk            |
| *     |                |           | Dalarna                                  |

## Développement
Lors de la gamescom 2011, Wargaming.net annonce un nouveau jeu : « World of Battleships est notre prochain jeu de la série World of, MMO gratuit en ligne basé sur les batailles navales épiques du vingtième siècle large choix de bateaux - chacun d'entre eux sera unique en termes de puissance de feu, vitesse, armure et de résistance ».
Le 2 août 2012, le jeu est renommé World of Warships.
Le 14 novembre 2013, Wargaming.net annonce la sortie de l'alpha fermée (CAT). Les premiers joueurs testent le jeu, ce qui permet de corriger de nombreux bugs et de tester plus généralement le gameplay du jeu.
Du 13 au 14 décembre 2014, World of Warships entre en bêta spéciale week-end. Wargaming.net annonce qu'il prévoit plusieurs bêta spéciales week-end pour marquer la transition du jeu de l'alpha fermée vers la bêta fermée.
La phase de bêta fermée débute le 12 mars 2015. La phase de bêta ouverte débute le 2 juillet 2015.
Le jeu sort officiellement le 17 septembre 2015.
Au début, il n'y avait que les États-Unis et le Japon mais de nouvelles branches sortent de manière continue :
- Le 19 octobre 2015 : les destroyers soviétiques et les croiseurs allemands
- Le 10 mars 2016 : les croiseurs soviétiques
- Le 18 août 2016 : les cuirassés allemands
- Le 20 octobre 2016 : les croiseurs britanniques
- le 1er décembre 2016 : une refonte incomplète des destroyers japonais ; jusqu'au Tier 8 pour la branche alternative[5]
- Le 22 décembre 2016 : les destroyers allemands
- Le 7 mars 2017 : une refonte des destroyers soviétiques
- Le 20 avril 2017 : les croiseurs français
- Le 31 août 2017 : les cuirassés britanniques
- Le 30 novembre 2017 : les destroyers asiatiques
- Le 1er mars 2018 : les cuirassés français
- le 28 juin 2018 : une refonte des croiseurs des États-Unis
- le 23 août 2018 : finition de la branche alternative des destroyers japonais avec le Kitakaze et l'Harugumo[6]
- le 18 octobre 2018 : les destroyers britanniques
- le 1er avril 2019 : les porte-avions britanniques
- le 30 mai 2019 : les cuirassés soviétiques
- janvier 2020 : les croiseurs lourds britanniques du tiers 5 à 10
- mars 2020 : les destroyers suédois, incorporés dans la branche européenne, du tiers 5 au tiers 10
- le 14 mai 2020 :
  - modification de la branche russe des croiseurs : le Kirov et le Moskva deviennent des navires premium et sont remplacés respectivement par le Kotovsky et l'Alexander Nevsky, tandis qu'une branche croiseurs lourds est créée avec le Tallinn (T8), le Riga (T9) et le Petropavlosk (T10). Par ailleurs trois croiseurs légers premium sont ajoutés : le Mikoyan (T5), le Pyotr Bagration et l'Ochakov (T8)
  - lancement des sous-marins sur le serveur public dans un mode de jeu dédié
- Juin 2020 : avec la mise à jour 0.9.5 le chantier naval permet à travers plusieurs directives d'obtenir le croiseurs Admiral Graf Spee et le cuirassé Odin. Deux nouveaux navires premium font leur apparition : le croiseur lourd allemand de Tiers 9 Ägir et le cuirassé japonaise de Tier 10 Shikishima.
- le 9 juillet 2020 : accès anticipé des porte-avions allemand Rhein (T4), Wesser (T6) et August von Parseval (T8) qui peuvent être débloqués via des missions de combat à obtenir dans des conteneurs spéciaux. Un porte-avion T10, le Manfred von Richthoffen est ajouté à l'arbre technologique mais pas encore disponible.

## World of Warships Blitz
World of Warships Blitz est la déclinaison mobile du jeu. Elle est sortie sur iOS et Android en 2017.

## World of Warships: Legends
Le 20 juin 2018 Wargaming annonce la sortie de World of Warships : Legends sur Xbox et PS4, avec un lancement prévu en 2019.